# Gabriel Fernàndez Coy
Gabriel Fernàndez Coy és un periodista andorrà que condueix el magazín matinal de Ràdio Nacional d'Andorra, Avui serà un bon dia. També és autor de diversos llibres.
Gabriel Fernàndez va treballar de periodista entre el desembre de 1990 i el juliol del 2014 i novament a partir del 2023. D'aquests 25 anys de carrera, setze els ha dedicat a la ràdio esportiva. La seva trajectòria arrenca a Ràdio Nacional d'Andorra (presenta durant vuit anys i mig el programa Escolta l'esport), segueix a Ràdio Valira (un any i mig) i conclou, en un primer moment, amb catorze anys al Diari d'Andorra, com a locutor d'Andorra 7 Ràdio i AD Ràdio. El 2023 torna a posar-se al davant dels micròfons i ho fa com a presentador del magazín matinal de Ràdio Nacional d'Andorra. Simultàniament, condueix la sèrie d'entrevistes de prop d'una hora de durada ADN, que s'emeten a Diari TV, el canal en línia del Diari d'Andorra.
Del 2014 al 2023 ha estat gestor de comunitats del Bàsquet Club Andorra, temps durant el qual va aconseguir que el canal de Twitter (ara X) del club fos molt conegut i valorat pels aficionats a l'esport gràcies a piulades simpàtiques i enginyoses. Fernàndez explica que els seus referents a l'hora de piular "són la paròdia —m’agrada molt aquest món—, la televisió antiga i l’actualitat. Si tot el que vaig fer va tenir un bon recorregut va ser perquè els meus referents no són els de tothom. Però crec que també sortia de la llibertat que tenia per treballar. Si el president, el primer dia, quan fiques algun vídeo, et diu que estàs sonat… però riu… doncs tu continues."
El magazín Avui serà un bon dia s'emet des del mes de setembre del 2023 de 8 a 12 hores de dilluns a divendres a Ràdio Nacional d'Andorra i té l'afany d'explicar "el que passa a Andorra i al món amb l'objectiu d'enganxar-te a una idea de ràdio fresca, divertida i sense complexos".
És autor dels llibres Veu, vot i truita de patates, (Edicions del Diari d'Andorra, 2009), un recull de columnes periodístiques; Tu estàs sonat (MoraBanc, 2015), relat del retorn del Bàsquet Club Andorra a l'ACB, la primera divisió del bàsquet espanyol; Jo vaig treballar a Ràdio Cincinnati (Edicions del Diari d'Andorra, 2016), que du per subtítol "una història sobre els primers anys de Ràdio Nacional d'Andorra"; Memòries d'un community manager (Edicions del Diari d'Andorra, 2019), i Amunt i avall (Anem Editors, 2024), en què relata la crisi que el va dur a desvincular-se del Bàsquet Club Andorra després de gairebé una dècada.